# 川崎真弘
川崎 真弘（かわさき まさひろ、本名：川崎 雅文（かわさきまさふみ）、1949年9月15日 - 2006年5月4日）は、日本の音楽家、作曲家。福岡県北九州市出身。ラッキー川崎という芸名（ニックネーム）を用いることもあった。

## 略歴
1970年代からキーボード奏者として、「カーニバルズ」「イエロー」「カルメン・マキ&OZ」「金子マリ&バックスバニー」などに参加。1984年には宇崎竜童を中心とした竜童組の結成に参加しメンバーとして活動した。1990年代以降は、映画やアニメなど数多くの作品の音楽を手掛け、『RAMPO』、『金融腐食列島 呪縛』では第18回日本アカデミー賞優秀音楽賞を受賞した。
2006年5月4日、肝臓癌のため死去。56歳没。

## 主な作品

### 映画
- ドン松五郎の生活（1986年）
- どっちにするの。（1989年）
- 雪のコンチェルト（1991年）
- 子連れ狼 その小さき手に（1993年）
- RAMPO（1994年、松竹）
- ペインテッド・デザート タフ 劇場版（1994年）
- 右向け左!自衛隊へ行こう（1995年）
- KAMIKAZE TAXI（1995年）
- 栄光と狂気（1996年）
- バウンス ko GALS（1997年）
- 金融腐食列島〔呪縛〕（1999年）
- 非・バランス（2001年）
- 折り梅（2002年）
- 海南雞飯（2005年）
- 燃ゆるとき THE EXCELLENT COMPANY（2006年）
- かかしの旅（2006年）

### テレビ
- グレートジャーニー（1995年 - 2002年）
- FNNレインボー発（1998年 - 2000年、午後）
- FNNニュース（2003年 - ）
- 松本清張特別企画・影の車（2001年）
- まんてん（2002年）
- 壬生義士伝 〜新選組でいちばん強かった男〜（2002年）
- 金田一耕助ファイル 迷路荘の惨劇（2002年）
- 松本清張特別企画・黒い画集〜紐（2005年）

### アニメ

#### テレビアニメ
- ゲゲゲの鬼太郎（第3作）（1985年 - 1988年）[8]
- おちゃめなふたご クレア学院物語（1991年）
- ストリートファイターII V（1995年）
- ご近所物語（1995年 - 1996年）
- ひみつのアッコちゃん（第3作）（1998年 - 1999年）

#### アニメ映画
- ゲゲゲの鬼太郎（1985年）

#### OVA
- 大魔獣激闘 鋼の鬼（1987年）
- 1月にはChristmas（1991年）
- マップス（1994年）